# 블라디미르 푸틴과 마리야 리보바벨로바에 대한 국제형사재판소의 체포영장

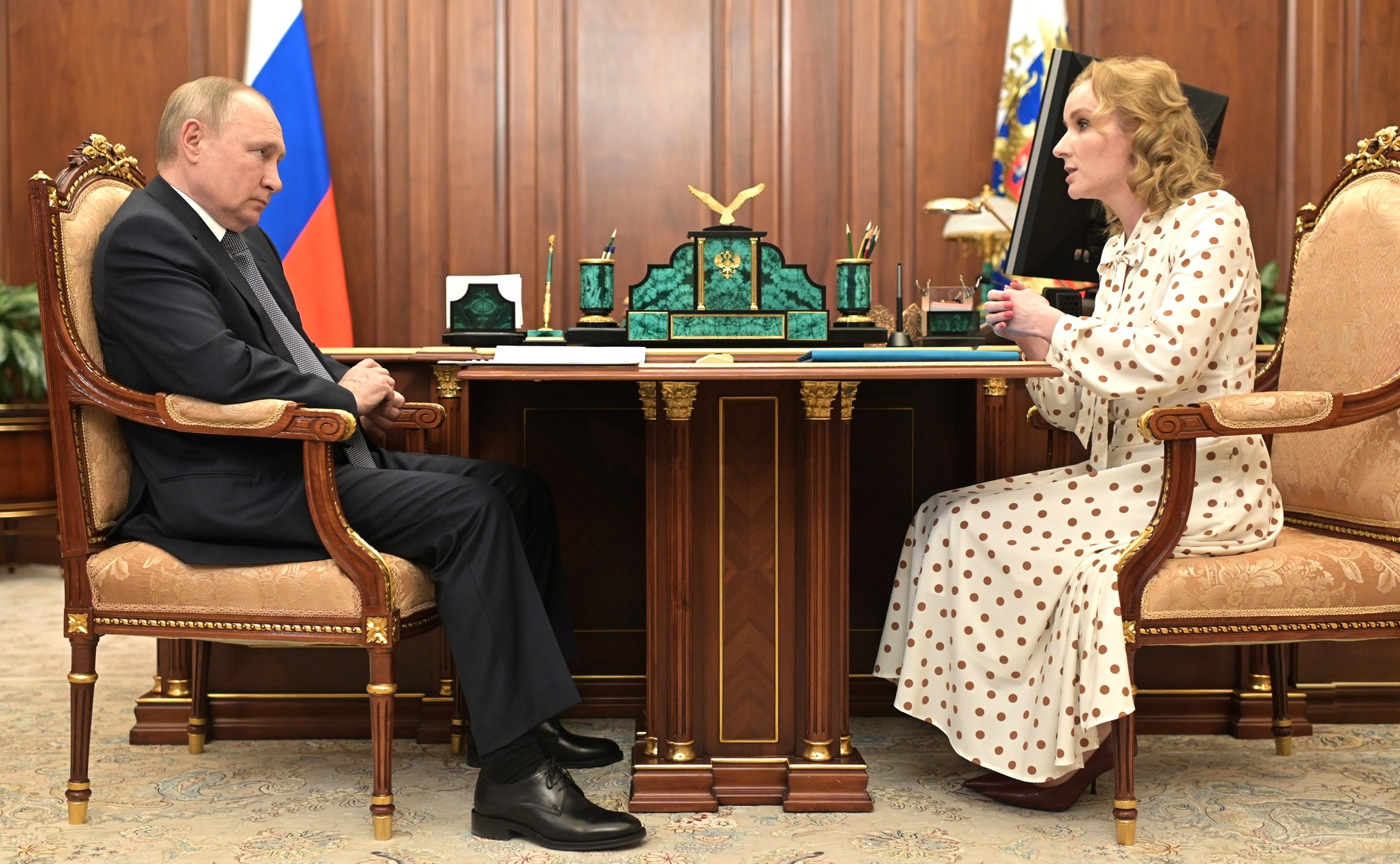
러시아의 우크라이나 침공 당시 모스크바 크렘린에서 마리야 리보바벨로바 (오른쪽) 와 대화 중인 블라디미르 푸틴 (왼쪽)

블라디미르 푸틴과 마리야 리보바벨로바에 대한 국제형사재판소의 체포영장은 2023년 3월 17일 국제형사재판소(ICC)는 전쟁 범죄, 반인도적 범죄, 집단 학살에 대한 조사를 마친 후 러시아의 우크라이나 침공 당시 아동을 불법적으로 추방하고 이송한 전쟁범죄에 대한 책임으로 블라디미르 푸틴 러시아 대통령과 마리야 리보바벨로바 러시아 아동 권리 위원에게 체포 영장을 발부했다. 블라디미르 푸틴 대통령에 대한 영장은 유엔 안전 보장 이사회 상임이사국의 지도자에 대한 첫 번째 영장이다.
ICC 회원국 123개국은 블라디미르 푸틴 대통령과 마리야 리보바벨로바가 자국 영토에 발을 디딘 경우 이들을 구금하고 이송해야 할 의무가 있다.